# Mónica Carrillo Martínez
Mónica Carrillo Martínez (Elx (Baix Vinalopó, 16 de setembre de 1976) és una periodista i escriptora valenciana. Des del 2017 presenta, al costat de Matías Prats, l'informatiu "Noticias Fin de Semana" d'Antena 3.

## Biografia
Llicenciada en Periodisme per la Universitat Carles III de Madrid l'any 2000 i Diplomada en Turisme per la Universitat d'Alacant, prèviament va cursar estudis d'Arquitectura. Així mateix, va estudiar anglès, francès i alemany. En 1998 va obtenir una beca Erasmus a Múnic on va cursar l'últim any dels seus estudis de turisme.
El seu primer contacte amb els mitjans de comunicació li va arribar de la mà de l'Agència EFE. Allí va formar part de l'equip d'EFE-RADIO on va realitzar labors de redacció, locució i cobertura d'informatius durant més d'un any.
El 3 d'abril de 2014 va publicar la seva primera novel·la "La luz de Candela", que va aconseguir la seva tercera edició en tan sol una setmana. El llibre narra la història de Candela, una fotògrafa seduïda per Manuel, un jove model. Amb ell viurà una història d'amor tan fascinant com addictiva. L'obra inclou una recopilació d'alguns dels #microcuentos publicats per la periodista a twitter. Molt activa en aquesta xarxa social, el seu perfil @MonicaCarrillo ha aconseguit la fidelitat de centenars de milers de seguidors que llegeixen diàriament els seus comentaris i microrelats.

## TVE 1 (2000 - 2006)
A l'estiu de l'any 2000 va aterrar en Televisió Espanyola amb una beca. Durant tres mesos va col·laborar a l'Àrea de Nacional dels Telenotícies en la primera i la segona edició. Posteriorment va formar part de l'equip de periodistes que van arrencar el Gabinet de Seguiment de Mitjans del PSOE.
Al juliol de 2001 va tornar a TVE com a redactora de l'Àrea d'Economia del Canal 24 horas (TVE) on també va col·laborar al programa Mercados y Negocios.
A l'estiu de 2004 es va encarregar de la redacció i presentació de l'espai d'informació borsària del Telenoticias Matinal. Al setembre de 2004 es va incorporar a l'equip del Diario América, l'informatiu internacional en castellà de major audiència. Durant més de dos anys va participar en la redacció i presentació d'aquest telenotícies, vaixell almirall del Canal Internacional de TVE.

## Atresmedia (2006 - actual)

### Antena 3 (2006 - actual)
Des de desembre de 2006 forma part de l'equip d'Antena 3 Noticias. Durant dues temporades va presentar l'informatiu matinal Las Noticias de la Mañana al costat de Luis Fraga Pombo i esporàdicament les Noticias fin de semana. En la temporada 2008-2009 va passar a presentar, al costat de Matías Prats, l'informatiu de referència "Noticias de las 9". L'equip va obtenir el TP d'Or al millor programa informatiu.
D'aquí va saltar a l'edició de les 15:00 hores, on va estar presentant les Notícies 1 durant tres temporades. Primer, entre 2009 i 2011, al costat de Roberto Arce i després, entre 2011 i 2012, al costat de Vicente Vallés.
Des del dia 3 de setembre de 2012, torna a presentar al costat de Matías Prats les Notícies 2.
Des de juny de 2013 s'ha convertit en una de les col·laboradores habituals del programa Un lugar llamado Mundo que presenta el productor musical Javier Limón a Europa FM on tots els dissabtes, a les 17:00 hores, comenta amb ell l'actualitat musical espanyola i internacional a l'espai #MonicavsLimon.
El setembre de 2014 passa a editar i presentar al costat de Matías Prats les Notícies del Cap de setmana d'Antena 3.
A més de les labors en la redacció d'informatius, Mónica Carrillo participa en diverses seccions de la web de notícies d'Antena3. A l'apartat Detrás de la cámara ensenya els secrets del treball en televisió. Així mateix, ha realitzat entrevistes a personatges rellevants en la secció En la red de Mónica denominada des de 2014 Fuera de contexto.
Des d'agost de 2016 fins a setembre de 2017 va ser la presentadora substituta de Notícies 2 Antena 3 Noticias quan Vicente Vallés és absent.
La periodista també és col·laboradora habitual al programa de ràdio "Un lugar llamado mundo" d'Europa FM.

### Onda Cero (2016 - actual)
Des de setembre de 2016 Mónica Carrillo és una de les noves col·laboradores de Juan Ramón Lucas i Carlos Alsina Álvarez al programa Más de Uno a Onda Cero.

## Televisió

### Com a presentadora
- 2004 - 2006: Telediario Internacional "Diario América, a TVE
- 2006 - 2008: Noticias Matinal Antena 3 Noticias
- 2008 - 2009: Noticias 2 Antena 3 Noticias
- 2009 - 2012: Noticias 1 Antena 3 Noticias
- 2012 - 2014: Noticias 2 Antena 3 Noticias
- 2014 - actualitat: Noticias Fin de Semana Antena 3 Noticias
- 2017: En busca de la longevidad La Sexta

### Com a col·laboradora
- 2012: La Hora de José Mota, a La 1 (Episodi "El que mucho abarca poco aprieta", emès el 20 de gener)
- 2011: Seven. Los 7 pecados capitales de provincia, a La 1 (TV Movie) (Especial de Cap d'Any)[4][5]

## Ràdio
- 2013 - 2014: Un Lugar Llamado Mundo, a Europa FM
- Septiembre 2016 - actualidad: Más de Uno, a Onda Cero

## Escriptora
- La luz de Candela (2014)
- Olvidé decirte quiero (2016)
- El tiempo todo locura (2017)

## Premis
- Premis TP d'Or (2009). Al millor informatiu diari per A3 Noticias 2 (compartit amb Matías Prats)[6]
- Antena de Oro 2017 (2017)